# آراکل سیونه‌تسی

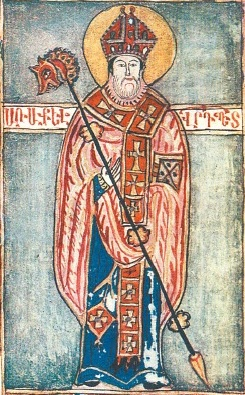

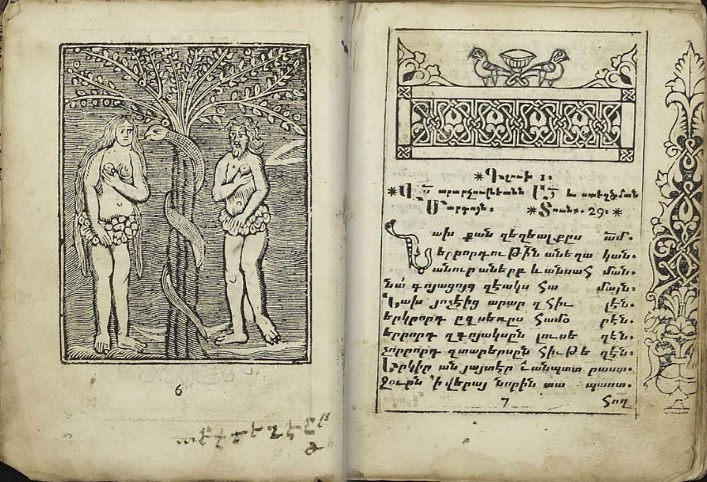
آداماگیرک (چاپ ۱۷۹۹)

آراکل سیونه‌ِتسی (ارمنی: Առաքել Սյունեցի؛ انگلیسی: Arakel Syunetsi) شاعر متفکر فعال اجتماعی سده پانزدهم بود. وی مردی روحانی و اسقف کلیسای ارمنی تاتِو شهر سیوناتس بود. اشعار این شاعر دارای محتوای مذهبی-اخلاقی است. وی بسیاری از احادیث انجیل مقدس را به صورت منظومه درآورده است. آثار قابل توجهی از آراکل سیونه‌تسی به یادگار مانده است.

## -
- پیش‌نویس:آداماگیرک